# Salvatore Giuliano (camorrista)
Salvatore Giuliano (Napoli, 10 maggio 1954) è un ex mafioso e collaboratore di giustizia italiano, è uno dei fratelli Giuliano, famiglia camorrista del quartiere Forcella di Napoli.

## Biografia

### Il pentimento
Egli si è pentito nel 2004. La sua decisione di pentirsi, più che da un moto di coscienza, sembrò essere stata indotta dal timore di un destino fatale, scritto per lui dopo il pentimento dei fratelli. «Sono in pericolo» disse «anche per la scelta dei miei fratelli di collaborare con la giustizia». Era l'ottobre 2004: da allora ha già reso ai magistrati numerosi interrogatori e fatto rivelazioni e accuse, specialmente contro i clan Misso e Mazzarella.